# Bukowiec (powiat chodzieski)
Bukowiec – wieś w Polsce położona w województwie wielkopolskim, w powiecie chodzieskim, w gminie Budzyń.
Wieś sołecka gminy Budzyń
Zabytki
- kościół rzymskokatolicki z XIX w.
- kuźnia
- pomnik przyrody (dąb)

W latach 1954–1958 wieś należała i była siedzibą władz gromady Bukowiec, po jej zniesieniu w gromadzie Wyszyny. W latach 1975–1998 miejscowość należała administracyjnie do województwa pilskiego.